# John Lunn
John Lunn (né le 13 mai 1956) est un compositeur écossais. Il a travaillé principalement à des bandes originales destinées à la télévision, mais il a également composé plusieurs opéras. Il a remporté plusieurs récompenses pour ses compositions.

## Biographie
John Lunn a été un temps membre de Man Jumping, groupe de systems music.

## Œuvres

### Principales bandes originales
- 1995 : Hamish Macbeth
- 2000 : Lorna Doone, téléfilm
- 2000 : North Square
- 2000-2001 : Les Mystères du véritable Sherlock Holmes, mini-série
- 2006 : Hotel Babylon, série
- 2008 : La Petite Dorrit, mini-série
- 2010 : Timbré, mini-série
- 2010-2015 : Downton Abbey, série
- 2011 : Meurtres en sommeil, série
- 2013 : The White Queen, mini-série
- 2014 : Grantchester, série
- 2015 : The Last Kingdom, série
- 2019 : Downton Abbey,film
- 2020 : Belgravia, mini-série
- 2023 : The Last Kingdom : Sept rois doivent mourir (The Last Kingdom: Seven Kings Must Die) d'Edward Bazalgette

### Opéras
- 1997 : Misper (pour le Festival de Glyndebourne)
- 2000 : Zoë (pour le Festival de Glyndebourne)
- Mathematics of a Kiss (pour l'English National Opera)
- 2006 : Tangier Tattoo, sur un livret de Stephen Plaice (pour le Festival de Glyndebourne)

### Autres œuvres
- Concerto pour violon.